# Ryan Jamaal Swain
Ryan Jamaal Swain (Orlando, 13 marzo 1994) è un attore e ballerino statunitense.

## Primi anni di vita
Ryan Swain è nato a Orlando, in Florida, il 13 marzo 1994. È il maggiore di quattro figli ed è cresciuto con i fratelli e la madre a Birmingham, in Alabama.
Mentre i suoi familiari si orientavano verso il settore sanitario, Swain ha mostrato un'affinità per l'arte in giovane età. Ha frequentato lezioni di tip tap dall'età di 4 anni e ha ampliato il suo repertorio includendo il balletto, jazz, danza moderna e hip-hop. Durante la sua infanzia, Swain ha lavorato con l'Alabama Dance Academy, l'Alabama Ballet, la Red Mountain Theatre Company, il Birmingham Children's Theatre e il Virginia Samford Theatre.
Ha iniziato a fare il modello da catalogo all'età di 8 anni e non ha continuato a recitare fino al suo primo anno di liceo presso la Alabama School of Fine Arts. All'epoca Swain cercava un tirocinio, mentre si stava allenando per diventare un tennista professionista. Avrebbe continuato fino a conseguire il suo BFA (Bachelor of Fine Arts) presso la Howard University di Washington, DC e avrebbe studiato alla British American Drama Academy di Oxford, nel Regno Unito. Swain si è trasferito a New York dopo aver completato i suoi studi.

## Carriera

### Teatro
Mentre frequentava la Howard University, Swain è apparso in produzioni come Anything Goes. Ha anche recitato in spettacoli tra cui Sei gradi di separazione e Thoughts of a Colored Man, oltre a recitare in diverse produzioni Off-Broadway come Kill Move Paradise al National Black Theatre di New York. Nonostante il suo debutto sul piccolo schermo, Swain torna nuovamente alla comunità teatrale. Nel 2018 ha ospitato un seminario di improvvisazione presso lo studio Forma Arts + Wellness di Birmingham.

### Film
Nel 2017, Swain è stato scelto per il personaggio di Damon Richards nella serie televisiva FX Pose di Ryan Murphy.  La serie è stata presentata in anteprima il 3 giugno 2018 ed è stata acclamata dalla critica. La serie di tre stagioni vanta il più grande cast di attori transgender di sempre fra le serie sceneggiate per un network, con oltre 50 personaggi transgender. Poco dopo la presentazione della seconda stagione è stato annunciato il rinnovo per una terza stagione; tuttavia la produzione è stata rallentata a causa della pandemia di COVID-19 . A causa del suo background meridionale, Swain non aveva mai sentito parlare né era stato esposto alla cultura delle ball raffigurata in Pose. Swain ha basato la sua performance sulla visione del documentario del 1990 Paris Is Burning durante gli anni del college. Ha anche attinto alla sua esperienza di trasloco a New York con soli "50 dollari in tasca" per perseguire i suoi sogni.

### Scrittura
La prima grande incursione di Swain nella scrittura è stata nel 2014, quando ha scritto e recitato in A Negro Writer, uno spettacolo personale sulla vita dello scrittore americano Langston Hughes. Swain ha dichiarato di avere intenzione di scrivere un libro di narrativa per ragazzi su un adolescente del sud.

## Vita privata
Swain si identifica come queer.

## Filmografia

### Cinema
- Engaged (2019) - cortometraggio

### Televisione
- Pose, serie tv (2018-2021)
- Thoughts of a Colored Man (2019)